# Megapselaphus lanciferus
Megapselaphus lanciferus is een keversoort uit de familie zwamspartelkevers (Melandryidae). De wetenschappelijke naam van de soort werd in 1905 gepubliceerd door Charles Adolphe Albert Fauvel.